# Chamán de Trois-Frères

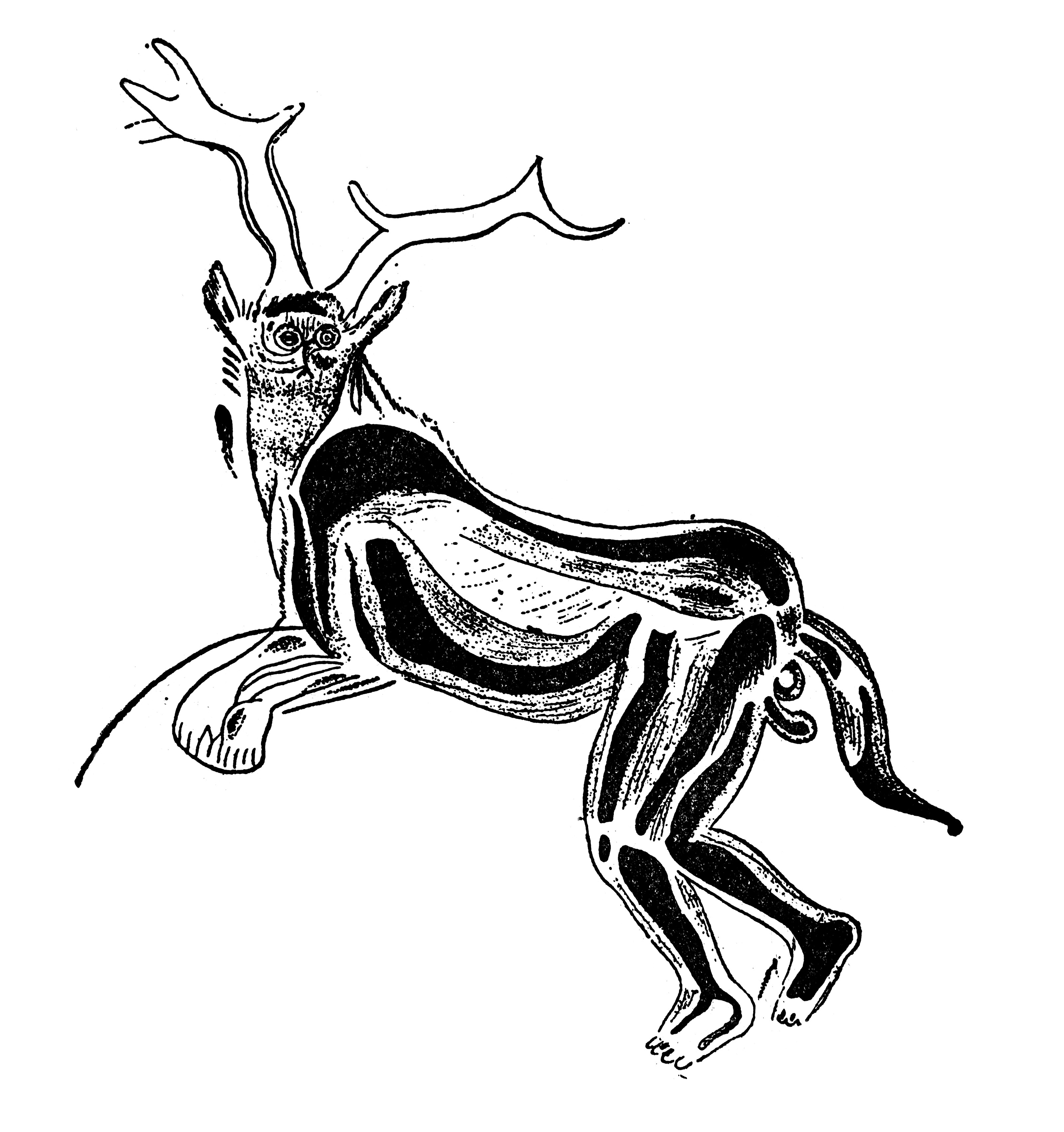
El chamán danzante.

El chamán de Trois-Frères o brujo de Trois-Frères, también conocido como chamán danzante o brujo danzante, es una figura parietal de tipo "antropozoomorfo" o "teriantrópico", pintada hacia 13 000 a. C. en la cueva decorada de Trois-Frères, una de las tres cuevas de Volp en el departamento de Ariège, en la región de Occitania, Francia. Henri Breuil lo incluyó en sus bocetos de arte rupestre y su publicación en los años 1920 la popularizó e influyó en muchas teorías posteriores sobre la figura.

## Situación
Está ubicado en la denominada sala del santuario, en una posición así descrita por Henri Bégouën: “en la pared del fondo de la sala que forma la parte trasera del nivel inferior de la caverna, a más de 400 m  de la entrada, y en la que se recogen todos los grabados»; la naturaleza inusual de la decoración puede reflejar el uso de la cámara para la práctica de rituales y ceremonias mágicas.

## Descripción
El chamán es la figura más famosa de la cueva, cubierto con una piel de bisonte que le cubre parcialmente la espalda y la cabeza, tiene brazos y piernas humanos, genitales masculinos, cola de caballo, ojos de búho, larga barba y lleva un tocado con orejas y astas de ciervo. 
Mide aproximadamente 75 cm de alto por 50 cm de ancho. Está completamente grabado y las diversas partes del cuerpo pintadas de negro con carboncillo. La pintura parece algo descolorida en algunos lugares, pero nunca se pintó todo el cuerpo. La frente y los ojos tienen rastros de color, al igual que las líneas que delimitan la nariz. 
También llamado "pequeño brujo con arco musical", por el movimiento de sus piernas, parece bailar, mientras hace vibrar la cuerda de su instrumento musical, cuyo extremo sostiene en la boca. La etnomusicóloga Lucie Rault sugiere ver «una escena de aproximación de caza aún hoy común entre diversas poblaciones, nativas americanas y asiáticas, tomando al animal cazado como tótem y ancestro, mezclándose con la manada en una danza mágica donde el hombre se asimila al animal cazado, no sólo por su apariencia, pero también por su grito que finge mediante una llamada: esta comunión ritual con la víctima justifica la caza, como acto de sacrificio».

### Ingredientes de la pintura
Su pintura está hecha de feldespato potásico  ((K, Na) [Si 3 AlO 8 ]  ), y el pigmento negro es manganeso. 

## Interpretaciones
Las llamadas figuras antropozoomorfas, o teriántropos, tienen varias interpretaciones posibles, que no son mutuamente excluyentes. Henri Bégouën expresa dudas sobre la hipótesis de una representación de un disfraz para la aproximación a la caza, porque este "disfraz" es dispar (un disfraz para la aproximación a la caza es uniforme y adaptado a la especie objetivo).  Sucesivas interpretaciones lo han visto como un hechicero practicando un rito mágico  o un dios de los animales que daría lugar al posterior "dios cornudo",  o incluso como un chamán en trance. 

## Similitudes con obras de otros sitios.
Varias cuevas del Paleolítico Superior europeo están decoradas con representaciones de quimeras mitad humanas, mitad animales, siendo la parte animal a menudo bisontes, renos o ciervos; estas figuraciones llamadas “antropozoomorfos", o "teriántropos» pueden haber desempeñado un papel en los rituales, posiblemente chamánicos;  el dibujo más antiguo de este tipo se identificó en la Cueva de Chauvet, donde una figura bípeda de 36 000 años de antigüedad (34 000 a. C. aprox.) con la parte superior del cuerpo de un bisonte y la parte inferior de un hombre fue dibujada sobre una estalactita, frente a la representación de una vulva. 
Una tablilla de esquisto grabada procedente de la cueva de Espélugues (Lourdes), originalmente mal comprendida por Édouard Piette y luego reinterpretada por Henri Breuil, presenta la figura de un hombre también con larga barba, cola larga y quizás astas de ciervo.  Otras figuras similares en Francia son el brujo danzante de Gabillou, el danzante con cabeza de oso de Mas d'Azil, la ronda de Addaura.
Péringuey reproduce un fresco de Boshima que representa a un personaje en la misma posición, disfrazado de animal. Otros frescos de Boshima representan hombres enmascarados cubiertos con pieles de animales, algunos de los cuales tienen cola y avanzan en la misma posición que el chamán de Trois-Frères.
Barth encontró una escultura mural al noroeste del lago Chad que incluía a un hombre con una máscara de antílope y una cola tupida. 

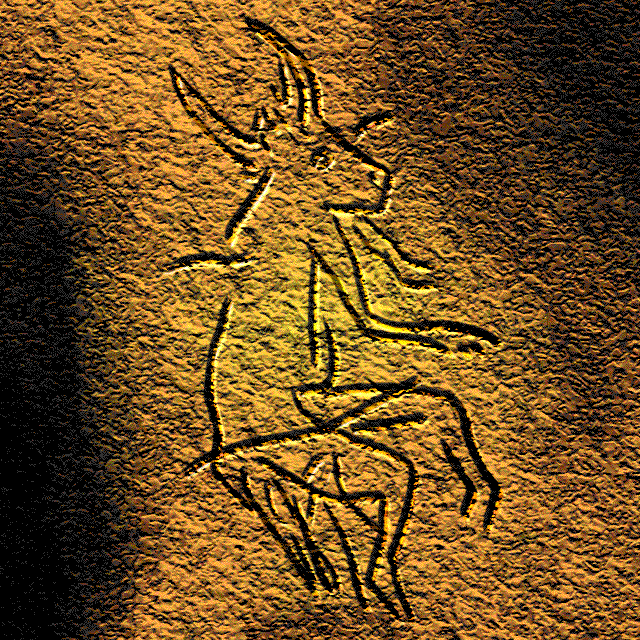
Cueva de Gabillou
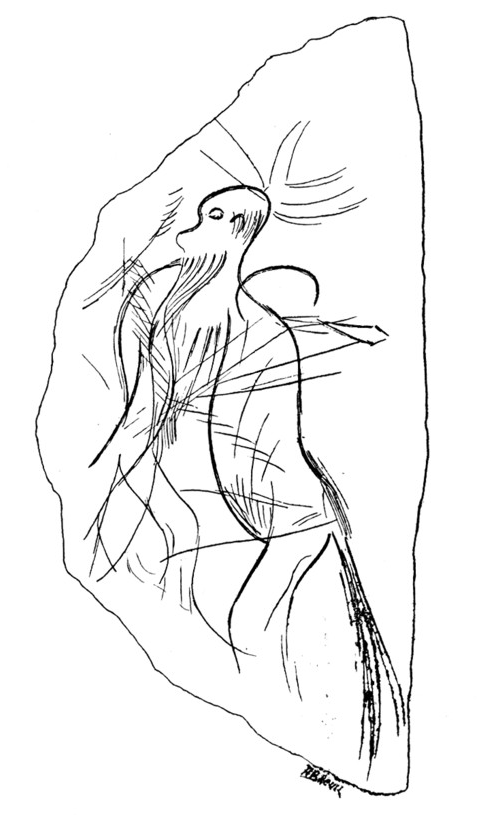
Cueva de los Espélugues